# 現代文学賞
現代文学賞（げんだいぶんがくしょう）は韓国の文学賞。

## 概要
月刊誌『現代文学』が主催し、詩、小説、戯曲、評論の4部門に賞が送られる。1955年に制定され、第1回授賞式は1956年に行われた。その後、毎年開催されている。

## 受賞作品一覧
| 受賞年           | 部門 | 受賞者             | 受賞作品名                                                                           |
| ---------------- | ---- | ------------------ | ------------------------------------------------------------------------------------ |
| 第1回（1956年）  | 詩   | 金丘庸             | 「잃어버린 姿勢」「그네의 微笑」                                                     |
| 第1回（1956年）  | 小説 | 孫昌渉             | 「血書」「未解決의 章」「人間動物園抄」                                              |
| 第2回（1957年）  | 詩   | 朴在森             | 「春香이 마음」                                                                      |
| 第2回（1957年）  | 小説 | 金光植             | 「二一三號 住宅」                                                                    |
| 第2回（1957年）  | 評論 | 崔一秀             | 「현대문학의 근본특질」                                                              |
| 第3回（1958年）  | 詩   | 李壽福             | 「꽃씨」외                                                                           |
| 第3回（1958年）  | 小説 | 朴景利             | 「不信時代」「玲珠와 고양이」                                                        |
| 第3回（1958年）  | 戯曲 | 金良洙             | 「민족문학 확립의 자세」                                                             |
| 第4回（1959年）  | 詩   | 具滋雲             | 「異香二首」「墓碑名」                                                               |
| 第4回（1959年）  | 小説 | 李範宣             | 「갈매기」「死亡保留」                                                               |
| 第4回（1959年）  | 戯曲 | 任熙宰             | 『꽃잎을 먹고 사는 기관차』                                                          |
| 第4回（1959年）  | 評論 | 柳宗鎬             | 「비평의 반성」「산문정신고」                                                        |
| 第5回（1960年）  | 詩   | 鄭孔采             | 「石炭」「自由」                                                                     |
| 第5回（1960年）  | 小説 | 徐基源             | 「孕胎期」「오늘과 내일」                                                            |
| 第5回（1960年）  | 戯曲 | 呉学栄             | 「深淵의 다리」「抗拒」                                                              |
| 第5回（1960年）  | 評論 | 金相一             | 「近代詩人論」                                                                       |
| 第6回（1961年）  | 詩   | 金尚憶             | 「秘敎錄序」                                                                         |
| 第6回（1961年）  | 小説 | 呉有権             | 「異域의 山莊」                                                                      |
| 第6回（1961年）  | 評論 | 元亨甲             | 「해석적 비평의 길」                                                                 |
| 第7回（1962年）  | 詩   | 李鍾学             | 「피의 꿈속에서」                                                                    |
| 第7回（1962年）  | 小説 | 李浩哲             | 「板門店」                                                                           |
| 第8回（1963年）  | 詩   | 朴鳳宇             | 「四月의 火曜日」                                                                    |
| 第8回（1963年）  | 小説 | 権泰雄             | 「假主人散調」                                                                       |
| 第9回（1964年）  | 小説 | 韓末淑             | 「흔적」「광대 김서방」                                                              |
| 第9回（1964年）  | 評論 | 文徳守             | 「전통론을 위한 각서」「신라정신의 영원성과 현실성」                                 |
| 第10回（1965年） | 詩   | 朴成龍             | 「東洋畵集」외                                                                       |
| 第10回（1965年） | 小説 | 李文熙             | 장편『墨麥』                                                                         |
| 第11回（1966年） | 詩   | 李姓教             | 시집『山吟歌』                                                                       |
| 第11回（1966年） | 小説 | 李光淑             | 「卓子의 位置」「賭博師」                                                            |
| 第11回（1966年） | 評論 | 千二斗             | 「한국단편소설론」                                                                   |
| 第12回（1967年） | 小説 | 崔翔圭             | 「下午의 巡遊」「寒春無事」                                                          |
| 第13回（1968年） | 詩   | 黄東奎             | 「四行詩抄」외                                                                       |
| 第13回（1968年） | 小説 | 鄭乙炳             | 「아데나이의 碑銘」                                                                  |
| 第13回（1968年） | 戯曲 | 呉蕙齢             | 「인간적인 진실로 인간적인」                                                         |
| 第14回（1969年） | 詩   | 金后蘭             | 시집『粧刀와 薔薇』                                                                  |
| 第14回（1969年） | 小説 | 宋相玉             | 「熱病」                                                                             |
| 第15回（1970年） | 詩   | 李盛夫             | 시집『李盛夫 詩集』                                                                  |
| 第15回（1970年） | 小説 | 劉賢鍾             | 「유다 行傳」                                                                        |
| 第15回（1970年） | 評論 | 洪起三             | 「주제의 변천」「전위예술론」                                                        |
| 第16回（1971年） | 詩   | 劉庚煥             | 「겨울 저녁 바다」                                                                   |
| 第16回（1971年） | 小説 | 朴順女             | 「어떤 巴里」                                                                        |
| 第16回（1971年） | 評論 | 李洧植             | 「한국소설론」                                                                       |
| 第17回（1972年） | 詩   | 金栄泰             | 「鉛筆畵 몇점」                                                                      |
| 第17回（1972年） | 小説 | 崔仁浩             | 「處世術槪論」「他人의 房」                                                          |
| 第17回（1972年） | 戯曲 | 呉泰錫             | 「移植手術」                                                                         |
| 第17回（1972年） | 評論 | 金教善             | 「東仁 문학의 근대성의 저변 」                                                       |
| 第18回（1973年） | 詩   | 朴栽陵             | 시집『밤과 蓮花와 上院寺』                                                           |
| 第18回（1973年） | 小説 | 宋基淑             | 창작집『白衣民族』                                                                   |
| 第18回（1973年） | 評論 | 金允植             | 「식민지문학의 상흔과 그 극복」                                                      |
| 第19回（1974年） | 詩   | 金光協             | 시집『千波萬波』                                                                     |
| 第19回（1974年） | 小説 | 李祭夏             | 창작집『草食』                                                                       |
| 第19回（1974年） | 戯曲 | 尹大星             | 「奴婢文書」                                                                         |
| 第19回（1974年） | 評論 | 金永琪             | 평론집『한국문학과 전통』                                                            |
| 第20回（1975年） | 詩   | 姜禹植             | 시집『四行詩抄』                                                                     |
| 第20回（1975年） | 小説 | 金源一             | 「잠시 눕는 풀」「波羅庵」                                                           |
| 第20回（1975年） | 評論 | 金雲学             | 「현대불교문학론」「한국적 테마론」                                                  |
| 第21回（1976年） | 詩   | 文貞姫             | 시극집『새떼』                                                                       |
| 第21回（1976年） | 小説 | 金文洙             | 창작집『聖痕』                                                                       |
| 第21回（1976年） | 評論 | 尹在根             | 「시정신과 그 비극성」「李箱의 시사적 위치」                                         |
| 第22回（1977年） | 詩   | 崔元圭             | 연작시집『비 속에서』                                                                |
| 第22回（1977年） | 小説 | 全商国             | 「私刑」「껍데기 벗기」                                                              |
| 第22回（1977年） | 評論 | 李善栄             | 평론집『상황의 문학』                                                                |
| 第23回（1978年） | 詩   | 咸恵蓮             | 시집『강물이 되어 바다가 되어』                                                      |
| 第23回（1978年） | 小説 | 李正基             | 「離別의 方式」                                                                      |
| 第23回（1978年） | 戯曲 | 尹朝炳             | 「참새와 機關車」                                                                    |
| 第23回（1978年） | 評論 | 金容稷             | 「대중사회와 시의 길」                                                               |
| 第24回（1979年） | 詩   | 朴堤千             | 연작시「心法」                                                                       |
| 第24回（1979年） | 小説 | 金国泰             | 「우리 교실의 傳說」                                                                 |
| 第24回（1979年） | 戯曲 | 李鉉和             | 장막「우리들끼리만의 한 번」                                                         |
| 第24回（1979年） | 評論 | 曹秉武             | 평론집『가설의 옹호』                                                                |
| 第25回（1980年） | 詩   | 林星淑             | 시집『소금장수 이야기』                                                              |
| 第25回（1980年） | 小説 | 柳在用             | 「두고 온 사람」「호도나무골 傳說」                                                  |
| 第25回（1980年） | 戯曲 | 李載賢             | 희곡집『李仲燮』                                                                     |
| 第25回（1980年） | 評論 | 鄭昌範             | 「朴木月의 시적변용」                                                                |
| 第26回（1981年） | 詩   | 金恵淑             | 시집『豫感의 새』                                                                    |
| 第26回（1981年） | 小説 | 金龍雲             | 「山行」                                                                             |
| 第26回（1981年） | 評論 | キム・ヒョン       | 평론집『문학과 유토피아』                                                            |
| 第27回（1982年） | 詩   | 呉圭原             | 시집『이 땅에 씌어지는 서정시』                                                      |
| 第27回（1982年） | 小説 | 趙廷来             | 「流刑의 땅」                                                                        |
| 第27回（1982年） | 戯曲 | 洪承疇             | 희곡집『목마른 太陽』                                                                |
| 第27回（1982年） | 評論 | 金治洙             | 「일상언어와 문학언어」「朴景利 <土地> 분석」                                        |
| 第28回（1983年） | 詩   | 金鍾海             | 「賤奴 일어서다」                                                                    |
| 第28回（1983年） | 小説 | 尹興吉             | 장편『완장』                                                                         |
| 第28回（1983年） | 評論 | 金炳翼             | 평론집『지성과 문학』                                                                |
| 第29回（1984年） | 詩   | 李昇薫             | 시집『事物들』                                                                       |
| 第29回（1984年） | 小説 | 金容誠             | 장편『도둑일기』                                                                     |
| 第29回（1984年） | 評論 | 朴喆熙             | 「근대시 형식과 조선시 논의」평론집『서정과 인식』                                   |
| 第30回（1985年） | 詩   | 金源浩             | 시집『행복한 잠』                                                                    |
| 第30回（1985年） | 小説 | 洪盛原             | 장편『마지막 偶像』                                                                  |
| 第30回（1985年） | 評論 | 金時泰             | 평론집『문학과 삶의 성찰』                                                           |
| 第31回（1986年） | 詩   | 金晳圭             | 시집『저녁 혹은 패주자의 퇴로』                                                      |
| 第31回（1986年） | 小説 | 李東河             | 「폭력요법」「폭력연구」                                                             |
| 第32回（1987年） | 詩   | 李秀翼             | 시집『단순한 기쁨』                                                                  |
| 第32回（1987年） | 小説 | 宋栄               | 「친구」「보행규칙 위반자」외                                                        |
| 第32回（1987年） | 戯曲 | 呉泰栄             | 「전쟁」「트로이얀 테바이」                                                          |
| 第32回（1987年） | 評論 | 朴東奎             | 「한국소설의 전개」                                                                  |
| 第33回（1988年） | 詩   | キム・ヒョンヨン   | 시집『다른 하늘이 열릴 때』                                                          |
| 第33回（1988年） | 小説 | 韓勝源             | 장편『갯비나리』                                                                     |
| 第33回（1988年） | 戯曲 | 金淑賢             | 「젊은 왕자의 무덤」                                                                 |
| 第33回（1988年） | 評論 | 金載弘             | 평론집『현대시와 열린 정신』                                                         |
| 第34回（1989年） | 詩   | 朴正萬             | 「다 가고」외                                                                        |
| 第34回（1989年） | 小説 | 孫永穆             | 「바다가 부르는 소리」「밀랍인형들의 집」                                            |
| 第34回（1989年） | 評論 | 曹南鉉             | 평론집『삶과 문학적 인식』                                                           |
| 第35回（1990年） | 詩   | 李建清             | 시집『하이에나』                                                                     |
| 第35回（1990年） | 小説 | 玄吉彦             | 「司祭와 祭物」                                                                      |
| 第35回（1990年） | 評論 | 権寧珉             | 「월북문인연구」                                                                     |
| 第36回（1991年） | 詩   | 黄芝雨             | 시집『게눈 속의 연꽃』                                                               |
| 第36回（1991年） | 小説 | 韓水山             | 「타인의 얼굴」                                                                      |
| 第36回（1991年） | 評論 | 李東夏             | 평론집『혼돈 속의 항해』                                                             |
| 第37回（1992年） | 詩   | 姜恩喬             | 「그대의 들」 외                                                                     |
| 第37回（1992年） | 小説 | 李文烈             | 「시인과 도둑」장편『시인』                                                          |
| 第37回（1992年） | 評論 | 李南昊             | 「비유법 그리고 고통 혹은 절망의 양식」「현실에 대한 관찰과 존재에 대한 통찰」       |
| 第38回（1993年） | 詩   | 任永祚             | 시집『갈대는 배후가 없다』                                                           |
| 第38回（1993年） | 小説 | 朴婉緒             | 「꿈꾸는 인큐베이터」                                                                |
| 第38回（1993年） | 評論 | 李相沃             | 평론집『이효석―문학과 생애』                                                         |
| 第39回（1994年） | 詩   | 趙鼎権             | 「튀빙겐 가는 길」                                                                   |
| 第39回（1994年） | 小説 | 尹厚明             | 「별을 사랑하는 마음으로」                                                           |
| 第39回（1994年） | 評論 | 申東旭             | 평론집『우리 시의 짜임과 역사적 인식』                                               |
| 第40回（1995年） | 詩   | 鄭玄宗             | 「내 어깨 위의 호랑이」                                                              |
| 第40回（1995年） | 小説 | 申京淑             | 「깊은 숨을 쉴 때마다」                                                              |
| 第41回（1996年） | 詩   | 金初蕙             | 「만월」외 4편                                                                       |
| 第41回（1996年） | 小説 | 梁貴子             | 「곰 이야기」                                                                        |
| 第41回（1996年） | 評論 | 呉生根             | 평론「숨결과 웃음의 시학」                                                           |
| 第42回（1997年） | 詩   | 洪申善             | 「해, 늦저녁 해」                                                                    |
| 第42回（1997年） | 小説 | 李舜源             | 「은비령」                                                                           |
| 第42回（1997年） | 評論 | 洪廷善             | 평론「맥락의 독서와 비평」                                                           |
| 第43回（1998年） | 詩   | 千良姫             | 「오래된 골목」외 4편                                                                |
| 第43回（1998年） | 小説 | 尹大寧             | 「빛의 걸음걸이」                                                                    |
| 第43回（1998年） | 評論 | ト・チョンイル     | 평론「우리는 모르는 것을 경배하나니」                                                |
| 第44回（1999年） | 詩   | 張錫南             | 「마당에 배를 매다」외 6편                                                           |
| 第44回（1999年） | 小説 | 金英夏             | 「당신의 나무」                                                                      |
| 第44回（1999年） | 評論 | 成民燁             | 평론「불의 체험과 그 기록」                                                          |
| 第45回（2000年） | 詩   | 金明仁             | 「그 등나무꽃 그늘 아래」외 6편                                                      |
| 第45回（2000年） | 小説 | 金仁淑             | 「개교기념일」                                                                       |
| 第45回（2000年） | 評論 | チョン・クァリ     | 「유령들의 전쟁」「죽음 옆의 삶, 삶 안의 죽음」                                      |
| 第46回（2001年） | 詩   | 金基澤             | 「불룩한 자루」외 6편                                                                |
| 第46回（2001年） | 小説 | マルシアス・シム   | 「美」                                                                               |
| 第46回（2001年） | 評論 | 南真祐             | 「행복의 시학, 유출의 수사학」                                                       |
| 第47回（2002年） | 詩   | 崔勝鎬             | 「두엄」 외 6편                                                                      |
| 第47回（2002年） | 小説 | 李恵敬             | 「고갯마루」                                                                         |
| 第47回（2002年） | 評論 | 柳潽善             | 「두 개의 성장과 그 의미-『외딴방』과 『새의 선물 』에 대한 단상」                   |
| 第48回（2003年） | 詩   | 羅喜德             | 「마른 물고기처럼」 외 5편                                                           |
| 第48回（2003年） | 小説 | 趙京蘭             | 「좁은 문」                                                                          |
| 第48回（2003年） | 評論 | 李光鎬             | 「굿바이! 휴먼-탈내향적 일인칭 화자의 정치성」                                       |
| 第49回（2004年） | 詩   | 金宣佑             | 「피어라, 석유!」 외 6편                                                             |
| 第49回（2004年） | 小説 | 成碩済             | 「내 고운 벗님」                                                                     |
| 第49回（2004年） | 評論 | 権五龍             | 「비하(飛下/卑下)의 상상력이 우리에게 묻는 것-배수아의 『일요일 스키야키 식당』」    |
| 第50回（2005年） | 詩   | 金思寅             | 「노숙」 외 5편                                                                      |
| 第50回（2005年） | 小説 | 尹成姫             | 「유턴지점에 보물지도를 묻다」                                                       |
| 第50回（2005年） | 評論 | キム・ヨンチャン   | 「한국문학의 증상들 혹은 리얼리즘이라는 독법」                                       |
| 第51回（2006年） | 詩   | 朴相淳             | 「목화밭 지나서 소년은 가고」 외 5편                                                 |
| 第51回（2006年） | 小説 | 鄭梨賢             | 「삼풍백화점」                                                                       |
| 第51回（2006年） | 評論 | ファン・チョンヨン | 「「민주화 이후의 정치와 문학―고은 『만인보』의 민중-민족주의 비판」                 |
| 第52回（2007年） | 詩   | 崔正礼             | 「그녀의 입술을 따스하고 당신의 것은 차거든」외 4편                                  |
| 第52回（2007年） | 小説 | 李承雨             | 「전기수傳奇叟 이야기」                                                              |
| 第52回（2007年） | 評論 | 卜道勲             | 「축생, 시체, 자동인형ㅡ2000년대 젊은 작가들의 소설에 등장한 캐릭터와 신(新)인류학」 |
| 第53回（2008年） | 詩   | 李晟馥             | 「기파랑을 기리는 노래―나무인간 강판권」외 6편                                       |
| 第53回（2008年） | 小説 | 김경욱             | 「99%」                                                                              |
| 第53回（2008年） | 戯曲 | キム・ミヒョン     | 「수상한 소설들―한국 소설의 이기적 유전자」                                          |
| 第54回（2009年） | 詩   | 馬鍾基             | 「파타고니아의 양」외 6편                                                            |
| 第54回（2009年） | 小説 | ハ・ソンラン       | 「99%」                                                                              |
| 第55回（2010年） | 詩   | コ・ヒョンリョル   | 「옥수수수염귀뚜라미의 기억」외 5편                                                  |
| 第55回（2010年） | 小説 | 朴晟源             | 「얼룩」                                                                             |
| 第55回（2010年） | 評論 | シム・ジンギョン   | 「김애란을 다시 읽는다」                                                             |
| 第56回（2011年） | 詩   | チン・ウニョン     | 「그 머나먼」외 6편                                                                  |
| 第56回（2011年） | 小説 | 全鏡潾             | 「강변마을」                                                                         |
| 第57回（2012年） | 詩   | キム・ソヨン       | 「오키나와, 튀니지, 프랑시스 잠」외 7편                                              |
| 第57回（2012年） | 小説 | 全成太             | 「낚시하는 소녀」                                                                    |
| 第57回（2012年） | 評論 | パク・ヘギョン     | 「일상의 정치학」                                                                    |
| 第58回（2013年） | 詩   | イ・ウナ           | 「한밤의 우리가」외 6편                                                              |
| 第58回（2013年） | 小説 | キム・スム         | 「그 밤의 경숙」                                                                     |
| 第59回（2014年） | 詩   | ホ・ヨン           | 「북회귀선에서 온 소포」외 7편                                                       |
| 第59回（2014年） | 小説 | ファン・ヨンウン   | 「양의 미래」                                                                        |
| 第59回（2014年） | 評論 | シン・ヒョンチョル | 「2000년대 시의 유산과 그 상속자들」                                                 |